# Síla muže
Síla muže (v anglickém originále The Power of One) je americký dramatický film z roku 1992. Režisérem filmu je Oscarový režisér John G. Avildsen. Hlavní role ve filmu ztvárnili Guy Witcher, Morgan Freeman, Simon Fenton, Stephen Dorff, Armin Mueller-Stahl, Jeremiah Mnisi, John Gielgud a Daniel Craig. Film byl posledním velkým Avildsenovým filmem a také byl jako poslední dobře hodnocen kritikou (jeho následující dva filmy: 8 sekund a Inferno byly kritikou špatně hodnoceny a po totálním propadu akčního Inferna se rozhodl skončit kariéru a až do své smrti v roce 2017 nic nenatočil) a i přes slabé tržby je označován za povedený.
Film vznikl na základě knihy The Power of One Bryce Courtenayiho. Tuto knihu do podoby scénáře adaptoval Robert Mark Kamen (autor trilogie Karate kid, kterouž také režíroval Avildsen).
Hudbu k filmu složil známý skladatel Hans Zimmer (Lví král, Rain Man, Temný rytíř povstal, Psychopat ze San Franciska, Dunkerk, Řidič slečny Daisy), ověnčený Oscarem za film Lví král. Jeho hudba je směsicí černošských kmenových písní a popěvků s něžnou, poetickou hudbou orchestru.

## Stručný Děj
Snímek se odehrává v Jižní Africe roku 1930, v dobách Apartheidu a sleduje příběh mladého bělošského chlapce, kterého učí postarší černoch boxovat. Film je však také zamyšlením nad útrapami černošského lidu v Africe a vměšování se bělochů do zdejší kultury. Snímek také tematicky navazuje na starší Avildsenovy snímky Rocky a Rocky V.

## Obsazení
| Guy Witcher         | PK 7letý                                                                    |
| Simon Fenton        | PK 12letý                                                                   |
| Stephen Dorff       | PK 18letý                                                                   |
| Armin Mueller-Stahl | Doc                                                                         |
| Jeremiah Mnisi      | Dabula Manzi                                                                |
| Ian Roberts         | Hoppie Gruenewald                                                           |
| John Gielgud        | St. John                                                                    |
| Fay Masterson       | Maria Marais                                                                |
| Morgan Freeman      | Geel Piet (druhá spolupráce s Avildsenem, poprvé spolu pracovali roku 1989) |
| Daniel Craig        | Jaapie Botha (první filmová role)                                           |